# Vicente Ramos
Vicente Ramos (Díli, 28 de dezembro de 1985) é um futebolista timorense. Atualmente, atua como meio-campista da Seleção Timorense de Futebol.